# Когне-Вансара
Когне-Вансара (перс. كهنه وانسرا) — село в Ірані, у дегестані Північний Ростамабад, у Центральному бахші, шагрестані Рудбар остану Ґілян. За даними перепису 2006 року, його населення становило 19 осіб, що проживали у складі 9 сімей.